# Flaga Kemnitz
Flaga Kemnitz – flaga gminy Kemnitz. Zaprojektowana została przez heraldyka Heinza Kippnicka i 23 maja 2007 została zatwierdzona przez Ministerstwo Spraw Wewnętrznych (Bundesministerium des Innern, für Bau und Heimat).

## Wygląd i symbolika
Prostokątny płat tkaniny o proporcji szerokości do długości 3:5 z dwoma poziomymi pasami. Od góry:
- biały pas o szerokości 1/2 długości płata
- niebieski pas o szerokości 1/2

Pośrodku obu pasów znajduje się herb Kemnitz, umieszczony na 2/3 wysokości zarówno białego jak i niebieskiego pasa.